# Station Ashford International
Ashford International is een station van National Rail in Ashford in Engeland. Het station is eigendom van Network Rail en wordt beheerd door Southeastern. Southern en Eurostar maken eveneens gebruik van het station. Door de internationale verbindingen via het netwerk van Eurostar heeft het station de benaming international gekregen. Het station wordt sinds de uitbraak van de Coronapandemie echter niet meer bediend door de Eurostar, enkel nog door binnenlandse treinen

## Binnenlandse hogesnelheidstreinen
- 1x per uur Regionale hogesnelheidstrein Londen St Pancras - Stratford International - Ebbsfleet International - Ashford International - Folkestone West - Folkestone Central - Dover Priory
- 1x per uur Regionale hogesnelheidstrein Londen St Pancras - Stratford International - Ebbsfleet International - Ashford International - Canterbury - Ramsgate - Broadstairs - Margate